# The Club Is Alive
„The Club Is Alive” este un cântec al formației britanice JLS. Acesta a fost produs de Steve Mac și inclus pe cel de-al doilea album de studio al grupului, Outta This World. Înregistrarea a avut premiera pe data de 10 mai 2010, fiind lansată ca primul extras pe single al materialului în luna iulie a anului 2010.
Cântecul este construit pe baza unei mostre din compoziția „The Hills Are Alive”, interpretate de Julie Andrews și folosite în filmul The Sound of Music. Înregistrarea a fost aclamată de critica de specialitate, recenzorii felicitând grupul pentru faptul „a reușit să-și depășească cu succes zona de confort”. În acest sens, „The Club Is Alive” a primit și un punctaj maxim din partea BBC Music, în timp ce CBBC a descris piesa drept un semn promițător cu privire la al doilea album al formației. Compoziția a beneficiat și de o campanie de promovare și de un videoclip, regizat de Frank Borin, interpretări live materializându-se în cadrul unor evenimente precum Radio 1’s Big Weekend sau în cadrul emisiunii Britain's Got Talent.
Discul single s-a bucurat de succes în clasamentele de specialitate din Irlanda și Regatul Unit, unde a devenit un nou șlagăr pentru JLS. În prima regiune, „The Club Is Alive” a devenit cel de-al treilea cântec al grupului ce ocupă poziții de top 10, în timp ce în al doilea teritoriu a devenit a treia compoziție a formației ce câștigă locul întâi. Acest lucru se datorează celor aproximativ 85.000 de exemplare distribuite în primele șapte zile de disponibilitate pe teritoriul acestei țări. Grație succesului experimentat în aceste regiuni, piesa a debutat și în ierarhia europeană compilată de Billboard.

## Informații generale
Compoziția a fost produsă de Steve Mac, cu care formația a colaborat anterior și la realizarea șlagărului „Beat Again”, dar și la piesa „Crazy for You”, ambele fiind incluse pe albumul de debut al grupului. Cântecul se bazează pe refrenul înregistrării „The Hills Are Alive”, interpretate de Julie Andrews și folosite în filmul The Sound of Music. Conform unei surse citate de publicația britanică The Sun, componenții JLS au fost inițial sceptici cu privire la ideea prezentată lor de casa de discuri, însă au ales să prelucreze compoziția până în momentul în care au considerat procesul încheiat. De asemenea, aceeași sursă indica faptul că alegerea formației „va surprinde o mulțime de oameni, dar ei știu că este un risc ce merită asumat”. Percepția asupra înregistrării a fost împărțită, aspect comentat de componentul formației Jonathan „JB” Gill în cadrul unui interviu acordat Digital Spy, el declarând: „precum orice în viață, vor exista oameni care vor găsi ceva negativ, dar răspunsul general a fost fantastic”. De asemenea, grupul și-a manifestat intenția de a colabora cu Julie Andrews, căreia i-au trimis și o copie a discului single.
Detalii referitoare la cântec au fost publicate încă de la finele lunii aprilie 2010, premiera sa având loc pe website-ul oficial al grupului la data de 10 mai a aceluiași an. „The Club Is Alive” a fost difuzat de posturile de radio din Regatul Unit începând cu data de 11 mai, în timp ce coperta oficială a discului single a fost dezvăluită șapte zile mai târziu. Piesa a fost lansată în format digital începând cu data de 4 iulie 2010 (în Regatul Unit) și în format CD la o zi distanță. Compact discul include pe fața B și o înregistrare adițională, un remix al cântecului „Only Tonight”, aflat pe materialul de debut al formației. Noua versiune reprezintă o colaborare cu interpretul de muzică rap Chipmunk. Conform Glasswerk National, „The Club Is Alive” va fi promovat și în Statele Unite ale Americii, teritoriu unde JLS a lansat anterior și „Everybody in Love”.

## Recenzii
Piesa a fost preponderent aclamată de critica de specialitate, care a felicitat formația pentru schimbarea de stil abordată pe „The Club Is Alive”. Robert Copsey de la Digital Spy a acordat cântecului patru puncte dintr-un total de cinci, acesta reprezentând cel mai mare scor obținut de un disc single semnat JLS până în acel moment, predecesorii săi – „Beat Again”, „Everybody in Love” și „One Shot” – primind fiecare doar câte trei puncte din cinci posibile. Alături de nota acordată, Corpsey a declarat următoarele: „băieții de la JLS sunt doar la cel de-al doilea album, dar sunt suficient de curajoși pentru a aborda ceea ce este fără îndoială una dintre acele piese pe care fie o iubești fie o urăști. Disputa? O mostră greu de neglijat din [cântecul de titlu al filmului] The Sound of Music, care în anii ce vor veni va fi aclamată pentru geniul său muzical sau va fi ștearsă din memorie”, concluzionând cu faptul că „au reușit să-și depășească cu succes zona de confort”. O altă recenzie pozitivă provine din partea BBC Music, care acordă înregistrării maxim de puncte, declarată prin intermediul editorului Fraser McAlpine, felicitând introducerea mostrei din „The Hills are Alive”. CBBC a fost de părere că înregistrarea „are un stil funky [și] sintetizat care este aproape oricând o combinație populară, astfel că semnele pentru cel de-al doilea album al lor sunt promițătoare”, concluzionând cu faptul că „deși e repetitiv, este molipsitor, lucru pentru care o să îți rămână întipărit în minte”. Entertainment Focus consideră că „«The Club Is Alive» avansează sound-ul JLS și face cunoștință formației cu peste-tot-prezentul auto-tune. O înregistrare pentru cluburi, în stilul lui «Beat Again», cântecul este tipul de pop/R&B ritmat pe care îl așteptam de la grup. În ciuda mostrei ieftine din Sound of Music, piesa își face treaba surprinzător de bine [...]. Chiar mai impresionant este faptul că formația împarte părțile vocale destul de egal, îndepărtând atenția dinspre componenții favoriți Aston și Marvin”, încheind cu  ideea conform căreia deși cântecul „nu aduce nimic nou sau monumental, este totuși o înregistrare pop decentă”. PopJustivce a declarat „The Club Is Alive” cântecul zilei pe data de 10 mai 2010, adăugând faptul că înregistrarea „duce JLS la un alt nivel”. În cadrul unei prezentări complexe a discului single, aceeași publicație face referire la ideea conform căreia piesa „nu este foarte apropiată de compoziția originală” „The Hils Are Alive” și că „înregistrarea sună precum un șlagăr internațional”. Revista britanică Music Week a desemnat compoziția „Cântecul săptămânii” în data de 12 iulie 2010.
Mai puțin impresionat de compoziție s-a declarat recenzorul publicației britanice The Guardian Andy Capper, care a descris „The Club is Alive” drept „atroce”, adăugând: „o mostră tratată cu auto-tune a refrenului din The Sound of Music amestecată cu ceva prostii despre dansatul într-un club [lucru] pe care oamenii lui Usher l-au respins acum 10 ani”.

## Promovare
Prima interpretare a înregistrării s-a materializat pe data de 23 mai 2010 în timpul evenimentului Radio 1’s Big Weekend. Alături de „The Club Is Alive” au fost prezentate cele trei discuri single de pe materialul precedent — „Beat Again”, „Everybody in Love” și „One Shot” — dar și remixul cântecului „Only Tonight” realizat în colaborare cu Chipmunk. Alte interpretări s-au desfășurat în timpul unor spectacole precum Summertime Ball (6 iunie) sau T4 On The Beach (4 iulie). Pe data de 4 iunie cântecul a fost prezentat în timpul emisiunii Britain's Got Talent, în aceeași săptămână spectacolul găzduind interpretări din partea unor artiști precum Alicia Keys, Miley Cyrus sau Usher. La două zile de la lansarea piesei în format digital, formația a fost prezentă la emisiunea matinală GMTV, unde alături de o interpretare a compoziției, grupul a acordat și un interviu. „The Club Is Alive” a fost prezentat și în timpul evenimentului Stars of 2010, dar și în timpul unei apariții în emisiunea The One Show. În cadrul acesteia grupul a prezentat o versiune acustică a cântecului, la scurt timp după acordarea unui interviu pe tema cărții JLS: Just Between Us: Our Private Diary. Alte interpretări s-au materializat în timpul spectacolului special de Crăciun al Capital FM, dar și în cadrul emisiunii de televiziune This Is JLS, difuzată de ITV1 pe data de 11 decembrie 2010, în cadrul acesteia formația fiind acompaniată de un grup de dansatori.

## Ordinea pieselor pe disc
| \| Nr. \| Titlul \| Durată \| \| ---------------------------------------------------------- \| ----------------------- \| ------ \| \| Descărcare digitală distribuită în Irlanda și Regatul Unit \| \| \| \| 1. \| „The Club Is Alive” [A] \| 3:36 \| \| Disc single distribuit în Irlanda[47] și Regatul Unit \| \| \| \| 1. \| „The Club Is Alive” [A] \| 3:36 \| \| 2. \| „Only Tonight” [B] \| 3:42 \| | - Discul single distribuit în Irlanda și Regatul Unit conține și un poster. Specificații - A ^ Versiunea de pe discul single. - B ^ Cântec inclus pe fața B, remix în colaborare cu Chipmunk. |        |
| Nr. | Titlul | Durată |
| Descărcare digitală distribuită în Irlanda și Regatul Unit | |        |
| 1. | „The Club Is Alive” [A] | 3:36   |
| Disc single distribuit în Irlanda și Regatul Unit | |        |
| 1. | „The Club Is Alive” [A] | 3:36   |
| 2. | „Only Tonight” [B] | 3:42   |

## Videoclip

Filmat în Los Angeles, California, videoclipul se concentrează asupra prezentării grupului și a unor secvențe de dans.

Materialul promoțional pentru „The Club Is Alive” a fost filmat în Los Angeles, California, Statele Unite ale Americii în prima jumătate a anului 2010. Primele două fotografii din timpul filmărilor au fost publicate pe website-ul oficial al formației pe data de 24 mai 2010, urmând ca un scurtmetraj ce cuprindea secvențe similare să fie difuzat începând cu data de 28 mai. Videoclipul a fost realizat în același club cu materialul promoțional filmat de interpretul american Usher pentru șlagărul său din anul 2008 „Love In This Club”. Premiera scurtmetrajului s-a materializat pe data de 1 iunie 2010.
Videoclipul a fost regizat de Frank Borin, care a realizat și scurtmetrajul „Broken Heels” al Alexandrei Burke, în timp ce coregrafia a fost creată de Marty Kedulka, care a lucrat anterior cu artiști precum Janet Jackson sau Justin Timberlake. Materialul a fost inclus pe lista celor mai difuzate videoclipuri de către postul de televiziune MTV din Irlanda și Regatul Unit.

## Prezența în clasamente
„The Club Is Alive” a debutat pe prima poziție în ierarhia britanică UK Singles Chart la doar o săptămână de la lansare, însumând vânzări de aproximativ 85.000 de exemplare în primele șapte zile de disponibilitate. Acest aspect a fost reliefat anterior și de clasamentele intermediare compilate de Official Charts Company de-a lungul primei săptămâni de comercializare a cântecului. Performanța obținută de cântec reprezintă cel de-al treilea single al formației ce ajunge în vârful listei britanice și cel de-al patrulea șlagăr de top 10, după reușitele primelor trei discuri single de pe albumul de debut. În ciuda succesului din prima săptămână, „The Club Is Alive” a suferit o coborâre notabilă la doar șapte zile, ocupând poziția a șaptea, aspect prevestit și de ierarhiile întocmite pe parcursul săptămânii. Întrucât un număr semnificativ de unități a fost comercializat în Scoția, compoziția a dominat și clasamentul din această regiune, însă a înregistrat un declin similar în a doua săptămână (1 — 8). În Irlanda piesa a debutat pe locul al patrulea în clasamentul național și pe treapta a șasea în lista celor mai bine vândute descărcări digitale.
Asemeni predecesorilor săi, „The Club Is Alive” a activat și în clasamentele din Croația și Macedonia, în prima regiune devenind cel mai bine clasat disc single al grupului în ierarhia e!Hot. De asemenea, cântecul este cea de-a treia reușită de top 40 a formației în lista mondială United World Chart. În clasamentul european European Hot 100, compilat de Billboard, compoziția a debutat pe locul opt, devenind cel de-al treilea șlagăr de top 10 al grupului.

## Clasamente
| Țară (clasament)                      | Poziția maximă | Referință |
| ------------------------------------- | -------------- | --------- |
| Bulgaria (APC Charts)                 | 21             | [ 67 ]    |
| Croația (e!Hot)                       | 19             | [ 64 ]    |
| Estonia (Uuno.ee)                     | 23             | [ 68 ]    |
| Europa (APC Charts — Euro 200)        | 34             | [ 69 ]    |
| Europa (Billboard — European Hot 100) | 8              | [ 18 ]    |
| Irlanda (IRMA — Descărcări)           | 6              | [ 63 ]    |
| Irlanda (IRMA)                        | 4              | [ 15 ]    |
| Macedonia (Antenna 5)                 | 23             | [ 65 ]    |

| Țară (clasament)                      | Poziția maximă | Referință |
| ------------------------------------- | -------------- | --------- |
| Regatul Unit (OCC — Descărcări)       | 1              | [ 70 ]    |
| Regatul Unit (OCC — Difuzări «Radio») | 6              | [ 71 ]    |
| Regatul Unit (OCC — Difuzări «TV»)    | 2              | [ 71 ]    |
| Regatul Unit (OCC — UK R&B Chart)     | 1              | [ 72 ]    |
| Regatul Unit (OCC — UK Singles Chart) | 1              | [ 73 ]    |
| Scoția (OCC — Scottish Singles Chart) | 1              | [ 60 ]    |
| United World Chart (Media Traffic)    | 26             | [ 66 ]    |

## Versiuni existente
- „The Club Is Alive” (versiune originală)
- „The Club Is Alive” (negativ)
- „The Club Is Alive” (remix „Wideboys Club Mix”)

## Personal
„The Club Is Alive”
- Sursă:[36][74]
- Voce: JLS
- Producător: Steve Mac
- Textier(i): Richard Rodgers, Oscar Hammerstein, Savan Kotecha, Andrew Frampton și Steve Mac

## Datele lansărilor
| Țara         | Data lansării | Casă de discuri | Format               | Referințe |
| ------------ | ------------- | --------------- | -------------------- | --------- |
| Regatul Unit | 10 mai 2010   | Epic Records    | premieră (audio)     | [ 4 ]     |
| Regatul Unit | 11 mai 2010   | Epic Records    | difuzare radio       | [ 24 ]    |
| Regatul Unit | 1 iunie 2010  | Epic Records    | premieră (videoclip) | [ 51 ]    |
| Irlanda      | 2 iulie 2010  | Epic Records    | descărcare digitală  | [ 75 ]    |
| Regatul Unit | 4 iunie 2010  | Epic Records    | descărcare digitală  | [ 6 ]     |
| Regatul Unit | 5 iunie 2010  | Epic Records    | disc single          | [ 5 ]     |